# Гончаров, Николай Афанасьевич
Николай Афанасьевич Гончаров (20 октября 1787, Москва — сентябрь 1861, Москва) — отец Наталии Николаевны Гончаровой, жены А. С. Пушкина.

## Биография
Николай Афанасьевич Гончаров родился 20 октября 1787 года в Москве в семье владельца фабрик Афанасия Николаевича Гончарова (1760—1832) и его жены Надежды Платоновны Гончаровой (урождённой Мусиной-Пушкиной) (1765—1835). Его прадед Афанасий Абрамович Гончаров основал кораблестроительный завод для постройки флота Петра I. Николай до своего совершеннолетию знал четыре языка: французский, немецкий, английский и русский, а также был талантливым музыкантом.
В период с 1811 по 1814 год Николай Афанасьевич управляет делами отца, покуда тот выполняет особый приказ государя на границе. Но по возвращении домой старший Гончаров отлучает сына от семейных дел, несмотря на то что тот сумел добиться большого успеха в этом. 
В 1814 году Николай падает с лошади вниз головой и получает серьёзную травмы головы из-за чего у него развивается душевная болезнь. 
Вскоре он переехал с семьёй в Москву, где и прожил до конца жизни. Скончался в сентябре 1861 года в полном одиночестве, поскольку родственники покинули его из-за его непредсказуемого поведения, связанного с болезнью.

## Семья
27 января 1807 года в Зимнем дворце состоялось бракосочетание Николая Гончарова и Натальи Ивановны Загряжской (1785—1848) (родилась в незаконном браке, после смерти матери её узаконили стараниями «мачехи»). В браке у супругов было шесть детей:
- Дмитрий (1808—1859) — женат (с 29 июля 1836) на княжне Елизавете Егоровне Назаровой (1809—1872)
- Екатерина (1809—1843)
- Иван (1810—1881) — женат (с 27 апреля 1835) на княжне Марии Ивановне Мещерской (около 1815—1859); вторая жена (с 29 июня 1860) — Екатерина Николаевна Васильчикова (1826—1880).
- Александра (1811—1891) — вторая жена (с 1852) австрийского дипломата барона Густава Фризенгофа (1807—1889)
- Наталья (1812—1863)
- Сергей (1815—1865) — женат (с 27 апреля 1835) на баронессе Александре Ивановне фон Шенк (около 1815—1848); его внук и правнучка — московский архитектор Сергей Гончаров и художница-авангардистка Наталья Гончарова.
- Софья (20.04.1818—4.10.1818)